# Salies-de-Béarn
Salies-de-Béarn település Franciaországban, Pyrénées-Atlantiques megyében. Lakosainak száma 4642 fő (2022. január 1.). Salies-de-Béarn Bellocq, Bérenx, Burgaronne, Carresse-Cassaber, Castagnède, L’Hôpital-d’Orion, Lahontan, Oraàs, Orion, Salles-Mongiscard és Sauveterre-de-Béarn községekkel határos.

## Népesség
A település népessége az elmúlt években az alábbi módon változott:
| Lakosok száma | 4768 | 4741 | 4822 | 4638 | 4589 | 4568 | 4555 | 4545 | 4642 |
|               | 2013 | 2015 | 2016 | 2017 | 2018 | 2019 | 2020 | 2021 | 2022 |